# Canon EOS R10
Die Canon EOS R10 ist eine spiegellose Systemkamera des japanischen Herstellers Canon. Sie gehört zum Canon-EOS-R-Kamerasystem und wurde im Mai 2022 zusammen mit der EOS R7 vorgestellt; im Mai 2023 wurde sie zu einem Listenpreis von 1029 Euro angeboten (Deutschland, nur Gehäuse).

## Technische Ausstattung
Die Kamera hat einen APS-C-Sensor (22,4 × 14,9 mm) mit einer effektiven Auflösung von 24,2 Megapixeln und einen elektronischen Sucher mit 2,36 Mio. Bildpunkten. Im Serienbildmodus schafft die Kamera mit elektronischem Verschluss bis zu 23 Bilder in der Sekunde. Sie verfügt nicht über einen Bildstabilisator im Kameragehäuse (IBIS).
Im Video-Modus nimmt die Kamera Full HD mit bis zu 120p und 4K mit bis 60p auf.
GPS, Focus-Stacking und Panorama-Stitching stehen zur Verfügung.